# Puchar Świata w lotach narciarskich 2021/2022
Puchar Świata w lotach narciarskich 2021/2022 – 25. sezon Pucharu Świata w lotach narciarskich, stanowiącego część Pucharu Świata w skokach narciarskich. Rozpoczął się 19 marca 2022 konkursem w Oberstdorfie, a zakończył się 8 dni później w Planicy. Rozegrano cztery konkursy indywidualne oraz jeden drużynowy.

## Zwycięzcy

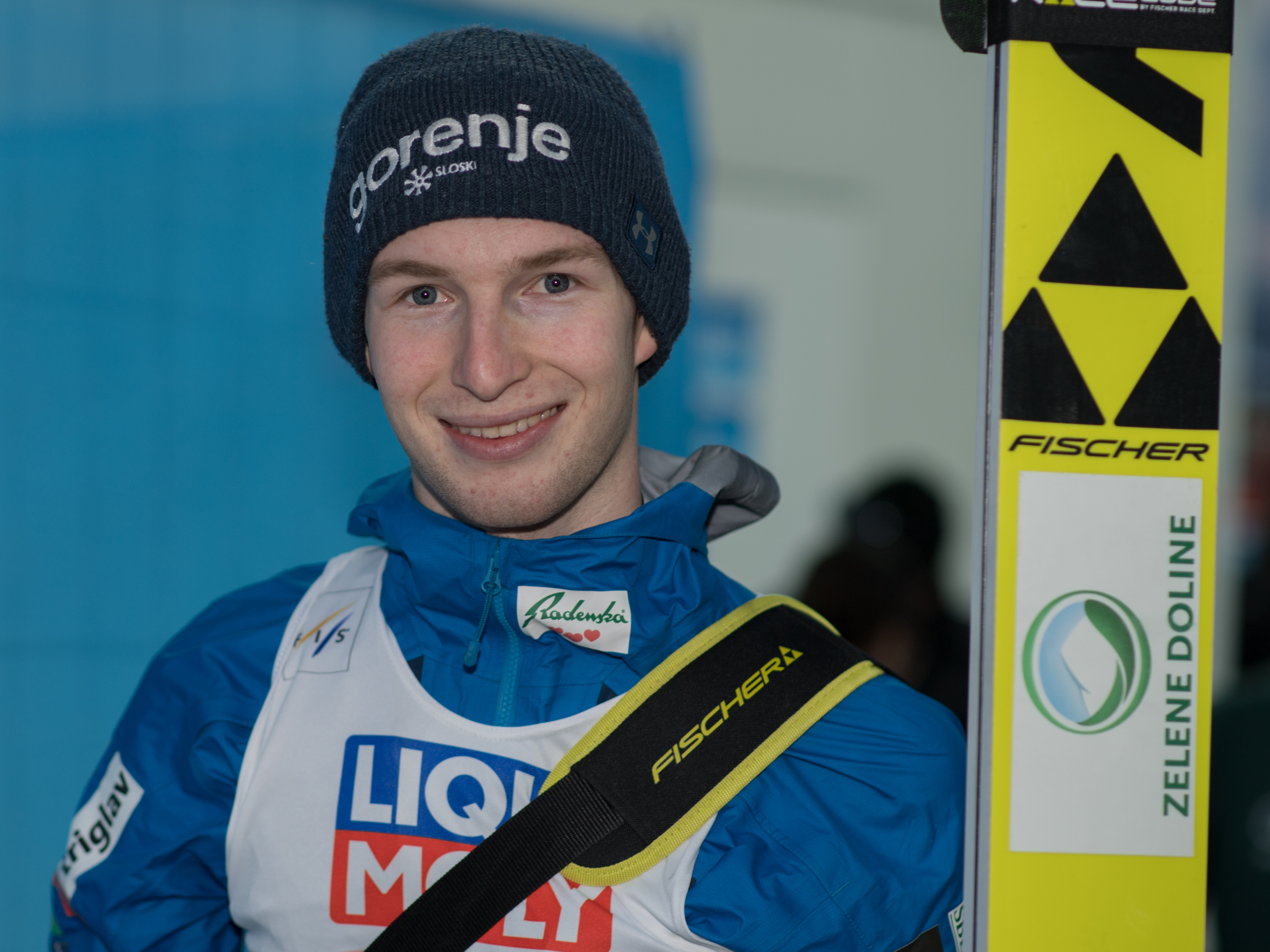
Žiga Jelar zwycięzca Pucharu Świata w lotach 2021/2022

## Kalendarz zawodów
| Lp                                            | Data                                          | Miejscowość                                   | HS                                            | Szczegóły                                     | Uwagi                                         | 1. miejsce                                                         | 2. miejsce                                                                                            | 3. miejsce                                                                        |
| --------------------------------------------- | --------------------------------------------- | --------------------------------------------- | --------------------------------------------- | --------------------------------------------- | --------------------------------------------- | ------------------------------------------------------------------ | --- | --------------------------------------------------------------------------------- |
| 1.                                            | 19 marca 2022                                 | Oberstdorf                                    | HS235                                         | szczegóły                                     | loty                                          | Stefan Kraft                                                       | Žiga Jelar                                                                                            | Timi Zajc                                                                         |
| 2.                                            | 20 marca 2022                                 | Oberstdorf                                    | HS235                                         | szczegóły                                     | loty                                          | Timi Zajc                                                          | Piotr Żyła                                                                                            | Stefan Kraft                                                                      |
| 3.                                            | 25 marca 2022                                 | Planica                                       | HS240                                         | szczegóły                                     | loty                                          | Žiga Jelar                                                         | Peter Prevc                                                                                           | Anže Lanišek                                                                      |
| 4.                                            | 26 marca 2022                                 | Planica                                       | HS240                                         | szczegóły                                     | loty, druż.                                   | Słowenia 1. Žiga Jelar 2. Peter Prevc 3. Timi Zajc 4. Anže Lanišek | Norwegia 1. Marius Lindvik 2. Bendik Jakobsen Heggli 3. Johann André Forfang 4. Halvor Egner Granerud | Austria 1. Michael Hayböck 2. Daniel Tschofenig 3. Manuel Fettner 4. Stefan Kraft |
| 5.                                            | 27 marca 2022                                 | Planica                                       | HS240                                         | szczegóły                                     | loty                                          | Marius Lindvik                                                     | Yukiya Satō                                                                                           | Peter Prevc                                                                       |
| Puchar Świata w lotach narciarskich 2021/2022 | Puchar Świata w lotach narciarskich 2021/2022 | Puchar Świata w lotach narciarskich 2021/2022 | Puchar Świata w lotach narciarskich 2021/2022 | Puchar Świata w lotach narciarskich 2021/2022 | Puchar Świata w lotach narciarskich 2021/2022 | Žiga Jelar                                                         | Timi Zajc                                                                                             | Stefan Kraft                                                                      |

Legenda:
| zawody indywidualne | zawody drużynowe |

## Skocznie
W tabeli podano rekordy skoczni obowiązujące przed rozpoczęciem Pucharu Świata w lotach narciarskich 2021/2022 lub ustanowione bądź wyrównane w trakcie jego trwania (wyróżnione wytłuszczeniem).
| Zdjęcie | Nazwa skoczni                | Miejscowość | K    | HS    | Rekord skoczni | Rekord skoczni  | Rekord skoczni | Źr.   |
| Zdjęcie | Nazwa skoczni                | Miejscowość | K    | HS    | Odległość      | Rekordzista     | Data           | Źr.   |
| ------- | ---------------------------- | ----------- | ---- | ----- | -------------- | --------------- | -------------- | ----- |
|         | Heini-Klopfer-Skiflugschanze | Oberstdorf  | K200 | HS235 | 242,5 m        | Domen Prevc     | 20.03.2022     | [ 2 ] |
|         | Letalnica                    | Planica     | K200 | HS240 | 252,0 m        | Ryōyū Kobayashi | 24.03.2019     | [ 3 ] |

## Klasyfikacja generalna
| Poz. | Zawodnik        | Reprezentacja | Oberstdorf | Oberstdorf | Oberstdorf | Oberstdorf | Planica | Planica | Planica | Planica | Suma |
| Poz. | Zawodnik        | Reprezentacja | 19.03      | 19.03      | 20.03      | 20.03      | 25.03   | 25.03   | 27.03   | 27.03   | Suma |
| ---- | --------------- | ------------- | ---------- | ---------- | ---------- | ---------- | ------- | ------- | ------- | ------- | ---- |
| 1.   | Žiga Jelar      | Słowenia      | 80         | 2.         | 50         | 4.         | 100     | 1.      | 40      | 6.      | 270  |
| 2.   | Timi Zajc       | Słowenia      | 60         | 3.         | 100        | 1.         | 50      | 4.      | 50      | 4.      | 260  |
| 3.   | Stefan Kraft    | Austria       | 100        | 1.         | 60         | 3.         | 40      | 6.      | 24      | 11.     | 224  |
| 4.   | Peter Prevc     | Słowenia      | 32         | 8.         | 22         | 12.        | 80      | 2.      | 60      | 3.      | 194  |
| 5.   | Anže Lanišek    | Słowenia      | 50         | 4.         | 16         | 15.        | 60      | 3.      | 45      | 5.      | 171  |
| 6.   | Marius Lindvik  | Norwegia      | 40         | 6.         | NQ         | NQ         | 20      | 13.     | 100     | 1.      | 160  |
| 6.   | Piotr Żyła      | Polska        | 45         | 5.         | 80         | 2.         | 13      | 20.     | 22      | 12.     | 160  |
| 8.   | Yukiya Satō     | Japonia       | 15         | 16.        | 24         | 11.        | 32      | 8.      | 80      | 2.      | 151  |
| 9.   | Ryōyū Kobayashi | Japonia       | 26         | 10.        | 36         | 6.         | 40      | 5.      | 32      | 8.      | 143  |
| 10.  | Karl Geiger     | Niemcy        | 29         | 9.         | 29         | 9.         | 22      | 12.     | 15      | 16.     | 95   |